# Rhynchosia nervosa
Rhynchosia nervosa är en ärtväxtart som beskrevs av William Henry Harvey. Rhynchosia nervosa ingår i släktet Rhynchosia och familjen ärtväxter. Inga underarter finns listade i Catalogue of Life.